# Jan Dzierżon (samorządowiec)
Jan Józef Dzierżon (ur. 7 lipca 1954) – polski samorządowiec i rolnik, działacz mniejszości niemieckiej, w latach 1994–1998 burmistrz Olesna, w 2003 wicewojewoda opolski.

## Życiorys
Pochodzi z okolic Olesna. Ukończył studia na Akademii Rolniczej we Wrocławiu. Prowadził duże rodzinne gospodarstwo rolne, w latach 90. został współwłaścicielem spółki budowlanej. Działał na rzecz mniejszości niemieckiej, należał do Towarzystwa Społeczno-Kulturalnego Niemców na Śląsku Opolskim. Sprawował mandat radnego powiatu oleskiego, a od 1994 do 1998 był burmistrzem Olesna. W 2002 ponownie ubiegał się o stanowisko burmistrza (z ramienia komitetu konkurencyjnego wobec Mniejszości Niemieckiej), zajmując 3 miejsce wśród 6 kandydatów.
W marcu 2003 objął funkcję wicewojewody opolskiego z rekomendacji Mniejszości Niemieckiej (odpowiadał m.in. za rolnictwo). Odwołano go z funkcji w lipcu tego samego roku po ujawnieniu, że w 1999 prowadzony przez niego skup zboża prowadził skup interwencyjny tylko od swoich właścicieli. W 2010 kandydował do rady powiatu oleskiego z ramienia KWW Towarzystwa Społeczno-Kulturalnego Niemców na Śląsku Opolskim, a w 2018 – do sejmiku opolskiego z ramienia Mniejszości Niemieckiej.